# Florian Roller
Florian Roller (Stuttgart, 16 de noviembre de 1992) es un deportista alemán que compitió en remo.
Ganó tres medallas de oro en el Campeonato Mundial de Remo entre los años 2015 y 2018. Además, obtuvo cuatro medallas en el Campeonato Mundial de Remo en Sala entre los años 2021 y 2024.

## Palmarés internacional
| Campeonato Mundial | Campeonato Mundial      | Campeonato Mundial | Campeonato Mundial      |
| Año                | Lugar                   | Medalla            | Prueba                  |
| ------------------ | ----------------------- | ------------------ | ----------------------- |
| 2015               | Aiguebelette (Francia)  | Medalla de oro     | Ocho con timonel ligero |
| 2016               | Róterdam (Países Bajos) | Medalla de oro     | Cuatro scull ligero     |
| 2018               | Plovdiv (Bulgaria)      | Medalla de oro     | Cuatro scull ligero     |

| Campeonato Mundial | Campeonato Mundial      | Campeonato Mundial | Campeonato Mundial |
| Año                | Lugar                   | Medalla            | Prueba             |
| ------------------ | ----------------------- | ------------------ | ------------------ |
| 2021               | Sede virtual            | Medalla de oro     | Ligero 2000 m      |
| 2022               | Sede virtual            | Medalla de oro     | Ligero 2000 m      |
| 2023               | Mississauga (Canadá)    | Medalla de plata   | Ligero 2000 m      |
| 2024               | Praga (República Checa) | Medalla de oro     | Ligero 2000 m      |